# Eugeniusz Bojanowski
Eugeniusz Józef Bojanowski (ur. 25 sierpnia 1942 w Gdyni) – polski prawnik, doktor habilitowany nauk prawnych, profesor nadzwyczajny Wydziału Prawa i Administracji Uniwersytetu Gdańskiego oraz nauczyciel akademicki innych uczelni, specjalista w zakresie prawa administracyjnego.

## Kariera naukowa
W 1960 ukończył liceum ogólnokształcące w Rypinie. Następnie do 1965 studiował prawo na UMK. Po studiach pracował w administracji w Inowrocławiu. Od 1967 podjął obowiązki asystenta na Wydziale Prawa UMK w Katedrze Prawa Administracyjnego, gdzie w 1972 pod kierunkiem prof. Wacława Dawidowicza obronił doktorat. W 1973 przeniósł się na Uniwersytet Gdański, gdzie był adiunktem w Zakładzie Nauki Administracji i Prawa Administracyjnego Instytutu Administracji i Zarządzania Wydziału Prawa i Administracji UG. W 1982 uzyskał habilitację. Został profesorem nadzwyczajnym UG. W 2007 przeszedł w Uniwersytecie Gdańskim na emeryturę.
Został wykładowcą Wyższej Szkoły Administracji i Biznesu im. Eugeniusza Kwiatkowskiego w Gdyni. Był także zatrudniony w Gdańskiej Wyższej Szkole Administracji i w Elbląskiej Uczelni Humanistyczno-Ekonomicznej.
Do grona jego uczniów należą m.in. Mariusz Bogusz, Tomasz Bąkowski, Agnieszka Skóra, Lubomir Wengler, Mikołaj Pułło, Michał Miłosz, Dominika Tykwińska-Rutkowska.

## Kariera polityczna
Na przełomie lat 60. i 70. był sekretarzem Podstawowej Organizacji Partyjnej Polskiej Zjednoczonej Partii Robotniczej przy Wydziale Prawa UMK. Działalność w PZPR kontynuował w l. 70. i 80. na Uniwersytecie Gdańskim.